# Anthemis ismelia
Anthemis ismelia là một loài thực vật có hoa trong họ Cúc. Loài này được Lojac. mô tả khoa học đầu tiên năm 1903.